# Kat (film, 2004)
Kat (v anglickém originále The Punisher) je americký akční film z roku 2004, který natočil Jonathan Hensleigh podle komiksových příběhů o Punisherovi. Šlo o režijní prvotinu zkušeného scenáristy např. Smrtonosné pasti 3. Do amerických kin byl film, jehož rozpočet činil 33 milionů dolarů, uveden 16. dubna 2004, přičemž celosvětově utržil 54 700 105 dolarů. Českým divákům snímek téhož roku připravila společnost Bontonfilm.

## Příběh
Frank Castle je tajný agent FBI, který v přestrojení proniká do zločineckých struktur. V Tampě, při své poslední akci před odchodem do výslužby, odhalí zájemce o zakoupení nelegálních zbraní; během policejního zákroku je ale zastřelen Bobby Saint, syn místního kriminálního bosse Howarda Sainta. Ten po zjištění Castleovy totožnosti mu nechá na Portoriku vyvraždit celou rodinu. Castle se vrátí do Tampy a má v plánu se Saintovi pomstít.

## Obsazení
- Tom Jane (český dabing: Jan Šťastný) jako Frank Castle / Kat (v originále The Punisher)
- John Travolta (český dabing: Petr Rychlý) jako Howard Saint
- Will Patton (český dabing: Pavel Rímský) jako Quentin Glass
- Roy Scheider (český dabing: Petr Pelzer) jako Frank Castle starší
- Laura Harring (český dabing: Lenka Vlasáková) jako Livia Saintová
- Ben Foster (český dabing: Jan Dolanský) jako Dave
- Samantha Mathis (český dabing: Simona Vrbická) jako Maria Elizabeth Castleová
- James Carpinello (český dabing: ?) jako Bobby Saint a jako John Saint, synové Howarda Sainta
- Russell Andrews (český dabing: ?) jako agent James Weeks
- Eddie Jemison (český dabing: Martin Sobotka) jako Micky Duka
- John Pinette (český dabing: Michal Novotný) jako Bumpo
- Rebecca Romijn-Stamos (český dabing: Kateřina Lojdová) jako Joan

Ve vedlejších rolích se objevili také Omar Avila, Mark Collie, Antoni Corone, Marc Macaulay, Jim Meskimen, Kevin Nash, Tom Nowicki, Marco St. John, Eduardo Yáñez a další.

## Adaptace
V lednu 2005 společnost Volition vydala pro platformy Xbox a PlayStation 2 videohru The Punisher na motivy komiksové předlohy i filmu.